# Jean-René Gougeon
Pour les articles homonymes, voir Gougeon.
Jean-René Gougeon, né le 14 août 1928 à Vrigny (département français de l'Orne) et mort le 4 juillet 2008 à Argentan (Orne), est un driver de trot attelé français recordman des victoires dans le Prix d'Amérique, épreuve qu'il a remportée à huit reprises. 

## Carrière
Jean-René Gougeon naît le 14 août 1928 à Vrigny. Il est le fils de Marcel Gougeon, grand propriétaire. Il a entraîné ou drivé certains des plus grands cracks de l'histoire des courses : Roquépine, Toscan, Une de Mai, Bellino II, Hadol du Vivier et bien sûr Ourasi, qui lui ont permis de bâtir un palmarès incomparable. Surnommé Le Pape de Vincennes, il était l'un des plus célèbres, sinon le plus célèbre des drivers français. Comme driver, il a remporté le Prix d'Amérique à huit occasions : la première fois en 1966 au sulky avec Roquépine, exploit réédité en 1968, puis ce furent trois victoires consécutives avec Bellino II, de 1975 à 1977. Enfin, il réalisa un exploit sur la fin de sa carrière, en remportant trois fois cette course avec Ourasi, de 1986 à 1988. Il gagne également plusieurs internationaux étrangers, notamment trois fois l'International Trot, officieux championnat du monde des trotteurs. 
Contraint à prendre sa retraite à la suite d'un accident cardiaque quelques jours après sa troisième place dans le 4e Prix d'Amérique d'Ourasi, il laisse son frère Michel-Marcel Gougeon mener le cheval à sa dernière victoire dans la course reine.
Il meurt le 4 juillet 2008 à Argentan (Orne) des suites d'une maladie cardiaque.

## Principales victoires
Épreuves de groupe 1 uniquement, comme entraîneur et/ou driver
 France
- Prix d'Amérique - 10 - Roquépine (1966, 1968), Toscan (1970) Bellino II (1975, 1976, 1977), Ourasi (1986, 1987, 1988, 1990)
- Prix de France  - 6 - Une de Mai (1972), Bellino II (1976), Hadol du Vivier (1979), Ourasi (1986, 1987, 1988)
- Prix de Paris - 10 - Toscan (1969, 1971), Une de Mai (1970, 1973), Bellino II (1975, 1976, 1977), Katinka (1983), Malouin (1985), Ourasi (1989)
- Grand Critérium de vitesse de la Côte d'Azur - 12 - Une de Mai (1969, 1970, 1971, 1972, 1973), Bellino II (1975, 1976), Hadol du Vivier (1980), Ourasi (1986, 1987, 1988, 1989)
- Prix de l'Atlantique - 14 - Nicias Granchamp (1962), Olten L (1963), Roquépine (1968) Une de Mai (1969, 1971, 1972), Bellino II (1975, 1976, 1977), Hadol du Vivier (1979), Ourasi (1986, 1987, 1988, 1989)
- Prix René Ballière - 9 - Une de Mai (1970, 1971), Bellino II (1974, 1975, 1976), Hadol du Vivier (1978), Ourasi (1986, 1988), Olympio de Corseul (1987)
- Critérium des Jeunes - 7 - Toscan (1966), Ulysse Mab (1967), Vatchouna (1968), Kaid du Bignon (1979), Malice Bleue (1981), Notre Aiglon (1982), Ourasi (1983)
- Critérium des 3 ans - 7 - Fandango (1952), Nicias Grandchamp (1960), Toscan (1966), Une de Mai (1967), Vaccarès II (1968), Hadol du Vivier (1976), Quito de Talonay (1985)
- Critérium des 4 ans - 2 - Toscan (1967), Hadol du Vivier (1977)
- Critérium continental - 2 - Amyot (1970), Hadol du Vivier (1977)
- Critérium des 5 ans - 4 - Nicias Grandchamp (1962), Olten L (1963), Vanina B (1970), Ourasi (1985)
- Prix Albert Viel - 3 - Toscan (1966), Ulysse Mab (1967), Malice Bleue (1981)
- Prix de l'Étoile - 5 - Nicias Grandchamp (1961), Une de Mai (1969), Vanina B (1970), Hadol du Vivier (1976), Katinka (1981), Ourasi (1985)
- Prix de Sélection - 7 - Toscan (1967), Une de Mai (1968,1970), Vanina B (1971), Hadol du Vivier (1977), Indiscret d'Ax (1978), Ourasi (1986)
- Prix de Vincennes - 3 - Pacha Grandchamp (1962), Une de Mai (1967), Elpenor (1973)
- Prix du Président de la République - 1 - Elpénor (1974)
- Prix de Normandie - 1 - Elpénor (1975)
- Prix des Élites - 1 - Elpénor (1975)
- Prix des Centaures - 1 - Elpénor (1974)
- Prix d'Essai - 1 - Kubler L (1957)

 Suède
- Elitloppet - 2 - Roquépine (1966), Hadol du Vivier (1978)
- Grand Prix d'Aby - 2 - Hadol du Vivier (1979), Ourasi (1988)

 Allemagne
- Elite Rennen - 4 - Une de Mai (1971), Bellino II (1975), Hadol du Vivier (1978), Ourasi (1986)
- Prix des Meilleurs - 1 - Une de Mai (1971)
- Grosser Preis von Bild - 1 - Ourasi (1988)
- Grand prix de Baviere-1- Toscan (1969)

 Italie
- Grand Prix de la Loterie - 5 - Roquépine (1967), Une de Mai (1969, 1970, 1971), Bellino II (1976)
- Grand Prix des Nations - 3 - Roquépine (1968), Une de Mai (1970, 1971)
- Grand Prix de la Côte d'Azur - 3 - Une de Mai (1970, 1971), Bellino II (1976)
- Prix d'Europe - 3 - Une de Mai (1968), Cotentin (1972), Hadol du Vivier (1979)
- Grand Prix Continental - 2 - Une de Mai (1968), Amyot (1970)
- Prix de la Foire de Milan - 4 - Roquépine (1967, 1968), Une de Mai (1969, 1970)
- Prix du Lido - 4 - Roquépine (1968), Une de Mai (1969, 1971), Bellino II (1975)

 Pays-Bas
- Grand Prix des Pays-Bas - 2 - Une de Mai (1971)  Bellino II (1977)
- Prix des Géants - 2 - Bellino II (1977), Hadol du Vivier (1979)

 Norvège
- Grand Prix d'Oslo - 1 - Ourasi (1989)

 Europe
- Grand Circuit européen - 8 - Nicias Grandchamp (1962), Une de Mai (1970, 1971, 1972)  Bellino II (1975, 1976), Ourasi (1986, 1988)

 États-Unis
- International Trot - 3 - Roquépine (1968), Une de Mai (1969, 1971)
- Challenge Cup - 2 - Une de Mai (1971, 1973)